# François-Adrien Boieldieu
François-Adrien Boieldieu (ur. 16 grudnia 1775 w Rouen, zm. 8 października 1834 w Varennes-Jarcy) – francuski kompozytor.

## Życiorys
W młodości kształcił się w rodzinnym Rouen, gdzie śpiewał w katedralnym chórze chłopięcym oraz pobierał lekcje gry na fortepianie i organach. Jego nauczycielem był Charles Broche. W 1791 roku został organistą w katedrze NMP w Rouen. W Rouen wystawił także w 1793 roku swoją pierwszą operę napisaną do libretta autorstwa jego ojca, La fille coupable.
W 1796 roku osiadł w Paryżu, gdzie szybko zdobył sobie sławę jako twórca operowy. W 1798 roku objął klasę fortepianu w paryskim konserwatorium. Nieszczęśliwy w zawartym w 1802 roku małżeństwie opuścił Paryż i wyjechał do Petersburga, gdzie w latach 1804–1810 pełnił funkcję nadwornego kompozytora cara Aleksandra I. W 1810 roku powrócił do Paryża, gdzie po śmierci Étienne’a Méhula w 1817 roku objął posadę profesora kompozycji w Konserwatorium Paryskim. Po śmierci swojej pierwszej żony w 1827 roku, z którą od lat pozostawał w separacji, poślubił swoją wieloletnią przyjaciółkę, śpiewaczkę Jenny Philis-Bertin. W 1820 roku odznaczony został Legią Honorową. Po rewolucji lipcowej 1830 roku znalazł się w ciężkiej sytuacji finansowej, minister Adolphe Thiers przyznał mu wówczas pensję państwową w wysokości 6000 franków. Pod koniec życia chorował na gruźlicę krtani.
Napisał ponad 30 oper, odznaczających się melodyjnością i cieszących się sławą także poza granicami Francji. Dzieła te należą do szczytowego okresu rozwoju gatunku opera buffa. Ponadto skomponował m.in. koncert fortepianowy (1792), koncert na harfę (1801), utwory kameralne (w tym trio fortepianowe i sześć sonat skrzypcowych), 124 romanse.
Jego nieślubny syn, Louis Boieldieu (1815–1883), był śpiewakiem operowym.

## Twórczość operowa
(na podstawie materiałów źródłowych)

- La fille coupable (1793)
- Rosalie et Myrza (1795)
- La famille suisse (1797)
- L’heureuse nouvelle (1797)
- Le pari ou Mombreuil et Merville (1797)
- Zoraïme et Zulnar (1798)
- La dot de Suzette (1798)
- Les méprises espagnoles (1799)
- Emma ou La prisionière (1799)
- Beniowsky ou Les exilés du Kamtschatka (1800)
- Le calife de Baghdad (1800)
- Ma tante Aurore ou Le roman impromptu (1803)
- Le baiser et la quittance ou Une aventure de garnison (1803)
- Aline, reine de Golconde (1804)
- Abderkan (1805)
- La jeune femme colère (1805)
- Amour et mystère (1806)
- Un tour de soubrette (1806)
- Télémaque ou Calypso (1806)
- Les voitures versées (1808)
- La dame invisible (1808)
- Rien de trop ou Les deux paravents (1810)
- Jean de Paris (1812)
- Le nouveau Seigneur de village (1813)
- Bayard à Mézières ou Le siège de Mézières (1814)
- Le Béarnais ou Henri IV en voyage (1814)
- Angéla ou L’atelier de Jean Cousin (1814)
- La fête du village voisin (1816)
- Charles de France ou Amour et gloire (1816)
- Le petit chaperon rouge (1818)
- Les arts rivaux (1821)
- Blanche de Provence ou La cour des fées (1821)
- La France et l’Espagne (1823)
- Les trois genres (1824)
- Pharamond (1824)
- La dame blanche (Biała dama) (1825)
- Les deux nuits (1829)
- La marquise de Brinvilliers (1831)